# Rongba
Rongba (kinesiska: 绒坝, 绒坝乡) är en socken i Kina. Den ligger i provinsen Sichuan, i den sydvästra delen av landet, omkring 340 kilometer väster om provinshuvudstaden Chengdu. Antalet invånare är 1102. Befolkningen består av 552 kvinnor och 550 män. Barn under 15 år utgör 34 %, vuxna 15-64 år 61 %, och äldre över 65 år 3,0 %.
Genomsnittlig årsnederbörd är 974 millimeter. Den regnigaste månaden är juni, med i genomsnitt 232 mm nederbörd, och den torraste är december, med 3 mm nederbörd.